# Pingstförsamlingen i Tammerfors
Pingstförsamlingen i Tammerfors (Tampereen helluntaiseurakunta) är en pingstförsamling i Tammerfors i Finland. Församlingen grundades 1921. Saalem-kyrkan i Alexandergatan invigdes 1958.

## Föreståndare
- 1921–1931: Fredrik Lieslehto
- 1932–1933: Otto Oksman
- 1933–1945: Vilho Hartonen
- 1946–1947: Sulo Salo
- 1947–1953: Yrjö Nurmi
- 1954–1956: Arthur Hällström
- 1957–1963: Uuno Palonen
- 1965–1967: Taisto Vesterinen
- 1967–1983: Kauko Hostikka
- 1983–1986: Veikko Manninen
- 1986–1988: Kauko Hostikka
- 1989–2009: Jarmo Makkonen
- 2009– Usko Katto